# Vita da scapoli
Vita da scapoli (Sorry I'm Single) è una serie televisiva britannica in 9 episodi trasmessi per la prima volta nel corso di una sola stagione nel 1967.
È una sitcom incentrata sulle vicende di uno studente, David, e tre donne, Brenda, Karen e Suzy, che vivono in un appartamento di Hampstead, a Londra.

## Personaggi e interpreti
- David (9 episodi), interpretato da Derek Nimmo.
- Brenda (9 episodi), interpretato da Gwendolyn Watts.
- Karen (9 episodi), interpretato da Elizabeth Knight.
- Suzy (9 episodi), interpretato da Pik Sen Lim.
- Mr. Bird (2 episodi), interpretato da Bryan Kendrick.

## Produzione
La serie fu prodotta da British Broadcasting Corporation e John Street.

### Sceneggiatori
Tra gli sceneggiatori sono accreditati:
- Ronald Chesney in 9 episodi (1967)
- Ronald Wolfe in 9 episodi (1967)

## Distribuzione
La serie fu trasmessa nel Regno Unito dal 1º agosto 1967 al 26 settembre 1967 sulla rete televisiva BBC. In Italia è stata trasmessa con il titolo Vita da scapoli.

## Episodi
| Stagione       | Episodi | Prima TV UK |
| -------------- | ------- | ----------- |
| Prima stagione | 9       | 1967        |